# Velo Veronese
Velo Veronese – miejscowość i gmina we Włoszech, w regionie Wenecja Euganejska, w prowincji Werona.
Według danych na rok 2004 gminę zamieszkiwało 798 osób, 42 os./km².